# Lorenzo Dellai

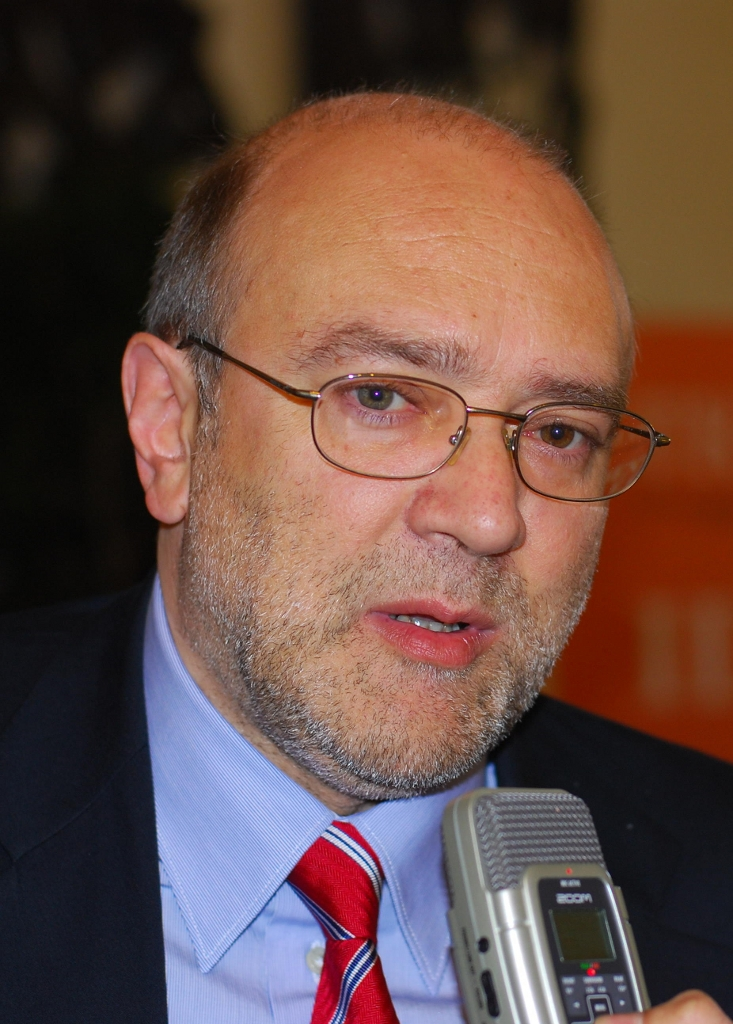
Lorenzo Dellai (2009)

Lorenzo Dellai (* 18. November 1959 in Trient) ist ein italienischer Politiker (DC, PPI, Margherita, UpT, SC, Demo.S). Er war von 1990 bis 1999 Bürgermeister von Trient, von 1999 bis 2012 Landeshauptmann des Trentino und in dieser Zeit zweimal Präsident der Region Trentino-Südtirol. Von 2013 bis 2018 war er Mitglied des italienischen Abgeordnetenhauses und Fraktionsvorsitzender der Scelta Civica bzw. Democrazia Solidale – Centro Democratico.

## Werdegang
Dellai ist verheiratet und hat drei Kinder. Er trat 1977 der Democrazia Cristiana (DC) bei. Als politisches Vorbild nennt er den sozialreformerischen Priester Don Lorenzo Milani.

### Bürgermeister von Trient
1990 wurde er als gemeinsamer Kandidat von Christdemokraten, Sozialisten und Grünen zum Bürgermeister von Trient gewählt. Fünf Jahre später gelang ihm die Wiederwahl mit absoluter Mehrheit.

### Landeshauptmann des Trentino
1998 schaffte er den Sprung in den Trentiner Landtag und damit gleichzeitig den Regionalrat Trentino-Südtirol. Nachdem er kurzfristig als Regionalratspräsident gedient hatte, wurde er im Februar 1999 zum ersten Mal zum Landeshauptmann des Trentino gewählt. Dellai war der Urheber der lista civica Margherita (Bürgerliste „Margerite“), ein Zusammenschluss der Partito Popolare Italiano (PPI, hervorgegangen aus der 1994 zerbrochenen DC) und Reformparteien, die zum Vorbild für die Gründung der Margherita auf nationaler Ebene im Jahr 2001 wurde. Am 26. Oktober 2003 wurde er im Amt bestätigt, mit einer Mehrheit von 60,8 % der Stimmen, wobei er neben seiner Margherita-Partei auch von den Linksdemokraten, der PATT, den Grünen und kleineren Gruppen unterstützt wurde. Gemäß einem politisch vereinbarten Rotationsprinzip, das abwechselnd den Trentiner und den Südtiroler Landeshauptmann an der Spitze der Region Trentino-Südtirol vorsieht, fungierte Dellai für jeweils die Hälfte der folgenden beiden Legislaturperioden als Präsident (2006–2009, 2011–2013) oder Vizepräsident (2004–2006, 2009–2011) in der Regionalregierung.
Nach der Gründung des Partito Democratico im Jahr 2007 kam es 2008 zur Spaltung der Civica Margherita. Dellai trat nicht in die Demokratische Partei ein, sondern gründete die Union für das Trentino als autonomistische, christdemokratische Regionalpartei. Die Landtagswahlen vom 9. November 2008 konnte er als Kandidat eines breiten Mitte-links-Bündnisses (dem auch die PD, PATT und die Grünen angehörten) für sich entscheiden, diesmal mit 57 %. Im November 2009 war Dellai zudem an der Gründung der neuen Alleanza per l’Italia (ApI) seines langjährigen Weggefährten Francesco Rutelli beteiligt, die sich auf nationaler Ebene in der Mitte zwischen den beiden großen politischen Blöcken positionierte.
Am 29. Dezember 2012 erklärte Dellai, im kommenden Februar für das italienische Parlament kandidieren zu wollen und trat in der Folge von all seinen Ämtern und Mandaten zurück. Dellais bisheriger Stellvertreter Alberto Pacher (PD) übernahm die Amtsgeschäfte des Trentiner Landeshauptmanns und Regionalpräsidenten.

### Abgeordneter im italienischen Parlament
Dellai wurde bei den Parlamentswahlen 2013 als Spitzenkandidat der Scelta Civica (der bürgerlichen Liste Mario Montis) in die Abgeordnetenkammer und dort am 19. März 2013 zum „Capogruppo“ (Fraktionsvorsitzender) gewählt. Im selben Jahr erhielt er den Großen Verdienstorden des Landes Südtirol. Im Zuge der Spaltung des liberalen und des christdemokratischen Flügels verließ Dellai die Scelta Civica im November und schloss sich der christdemokratischen Kleinpartei Popolari per l’Italia (PpI) an. Diese spaltete sich im Juli 2014 abermals und Dellai gründete die Democrazia Solidale (Demo.S), die Matteo Renzis Mitte-links-Regierung unterstützte. Bei den Parlamentswahlen 2018 trat er für die Liste Civica Popolare im Rahmen der Mitte-links-Koalition an, verfehlte aber die Wiederwahl.